# 25. септембар
25. септембар (25.9.) је 268. дан у години по грегоријанском календару (269. у преступној години). До краја године има још 97 дана.

## Догађаји
- 1066 — Харолд Годвинсон је поразио Харалда Хадраду у бици на Стамфорд бриџу, чиме су окончани викиншки напади на Британска острва.
- 1345 — После три године безуспешних покушаја, српски цар Душан је освојио Сер, чиме је дошао у посед путева који су водили у Тракију и ка полуострву Халкидики.
- 1396 — Османска војска под командом Бајазита I је потукла хришћанску војску под командом Жигмунда Лускембуршког у бици код Никопоља.
- 1493 — Кристифор Колумбо испловио из луке Кадиз на друго путовање у Нови свет.
- 1513 — Конкистадор Васко Нуњез Балбоа је на обали данашњег Дајрена у Панами постао први Европљанин који је угледао Тихи океан из Новог света.
- 1555 — Карло V, Свети римски цар и лутерански кнезови окупљени у Шмалкалдски савез су склопили Аугзбуршки мир којим су изједначена права лутерана и римокатолика у Светом римском царству.
- 1932 — Шпанска покрајина Каталонија добила аутономију, то јест право на заставу, локалну скупштину и језик. Аутономија укинута 1939, када је Франко дошао на власт.
- 1943 — Совјетска Црвена армија у Другом светском рату ослободила Смоленск, једно од последњих значајних упоришта немачких нацистичких снага на територији СССР.
- 1957 — Припадници Америчке армије су допратили 9 црних ученика у средњу школу у Литл Року којој је наложено да прекине сегрегацију.
- 1959 — Разочаран политиком Владе, један будистички монах извршио у Коломбу атентат на цејлонског премијера Соломона Бандаранаикеа, који је наредног дана подлегао повредама.
- 1962 — Сони Листон постао светски боксерски шампион „тешке“ категорије када је у Чикагу у првој рунди нокаутирао Флојда Патерсона.
- 1963 — Војска у Доминиканској Републици је оборила либералну владу Хуана Боша и суспендовала Устав.
- 1973 — Амерички васионски брод „Скајлаб 2“ спустио се у Пацифик с три члана посаде, која су провела 59 дана у орбити око Земље.
- 1990 — Савет безбедности Уједињених нација увео ваздушни ембарго над Ираком и окупираним Кувајтом, којим се забрањују сви летови осим хуманитарних.
- 1991 — 
  - Савет безбедности УН усвојио резолуцију о ембаргу на извоз оружја у Југославију и позвао југословенске лидере да прекину сукобе.
  - На заседању Велике народне скупштине у Белом Манастиру (Барања) усвојен Уставни закон којим је дотадашња Аутономна област Славонија, Барања и Западни Срем добила нови званични назив: Српска област Славонија, Барања и Западни Срем.
- 1992 — Москва и Вашингтон одбацили један од последњих остатака „Хладног рата“, дозволивши слободу путовања руским и америчким новинарима и пословним људима у Русију, односно САД.
- 1994 — Швајцарци на референдуму прихватили план Владе о доношењу закона против расизма.
- 1997 — Британски суперсонични аутомобил поставио у Невади нов светски рекорд, постигавши брзину од 1.142 km на час.
- 2001 — Официр Армије Босне и Херцеговине, један од команданата у босанском рату Сефер Халиловић, добровољно се предао Међународном суду за ратне злочине у Хагу. Он је оптужен да је у септембру 1993. учествовао у масакру више од 60 цивила, босанских Хрвата.
- 2005 — Грчка је постаје првак Европе у Београду, поставши тако прва земља која је истовремено првак старог континента у фудбалу и кошарци.
- 2016 — На данашњи дан 2016. године је у Републици Српској одржан референдум чије је питање гласило "Да ли подржавате да се 9. јануар обиљежава и слави као дан Републике Српске?" Позитивно се изјаснило 99,81 одсто грађана који су изашли на гласање.

## Рођења
- 1744 — Фридрих Вилхелм II, пруски краљ. (прем. 1797)
- 1866 — Томас Хант Морган, амерички биолог и генетичар. (прем. 1945)
- 1881 — Лу Сјуен, кинески писац. (прем. 1936)[1]
- 1896 — Алесандро Пертини, италијански државник. (прем. 1990)
- 1897 — Вилијам Фокнер, амерички писац. (прем. 1962)
- 1897 — Александар Вучо, српски писац. (прем. 1985)
- 1901 — Робер Бресон, француски редитељ. (прем. 1999)
- 1906 — Дмитриј Шостакович, руски композитор. (прем. 1975)
- 1913 — Мијалко Тодоровић, југословенски политичар и народни херој. (прем. 1999)
- 1942 — Танасије Узуновић, српски глумац (прем. 2023)
- 1944 — Мајкл Даглас, амерички глумац и продуцент.
- 1946 — Бранко Кленковски, српски фудбалер. (прем. 2013)
- 1951 — Боб Макаду, амерички кошаркаш и кошаркашки тренер.
- 1951 — Марк Хамил, амерички глумац.
- 1952 — Кристофер Рив, амерички глумац. (прем. 2004)
- 1954 — Хуанде Рамос, шпански фудбалер и фудбалски тренер.
- 1955 — Карл-Хајнц Румениге, немачки фудбалер.
- 1957 — Мајкл Медсен, амерички глумац, продуцент, редитељ, писац, песник и фотограф. (прем. 2025)
- 1960 — Игор Беланов, совјетски фудбалер.
- 1960 — Петар Лазић, српски књижевник, новинар, публициста и универзитетски професор. (прем. 2017)
- 1961 — Хедер Локлир, америчка глумица.
- 1963 — Тејт Донован, амерички глумац.
- 1964 — Карлос Руиз Зафон, шпански писац. (прем. 2020)
- 1965 — Скоти Пипен, амерички кошаркаш.
- 1966 — Џејсон Флеминг, енглески глумац.
- 1968 — Вил Смит, амерички глумац и музичар.
- 1969 — Кетрин Зита-Џоунс, велшка глумица.
- 1973 — Бриџет Вилсон, америчка глумица, музичарка и модел.
- 1974 — Игор Богдановић, српски фудбалер.
- 1976 — Чонси Билапс, амерички кошаркаш.
- 1977 — Риналдо Ночентини, италијански бициклиста.
- 1979 — Микеле Скарпони, италијански бициклиста. (прем. 2017)
- 1980 — Наташа Беквалац, српска певачица.
- 1980 — Никола Жигић, српски фудбалер.
- 1984 — Златко Хорват, хрватски рукометаш.
- 1985 — Страхиња Милошевић, српски кошаркаш.
- 1988 — Немања Гордић, босанскохерцегоачки кошаркаш.
- 1993 — Росалија, шпанска музичарка.
- 1994 — Александра Станаћев, српска кошаркашица.
- 2002 — Филип Стевановић, српски фудбалер.

## Смрти
- 1849 — Јохан Штраус старији, аустријски виолинист, диригент и композитор. (рођ. 1804)
- 1923 — Ђорђе Красојевић је био политичар и адвокат.
- 1944 — Валтер Брајски, аустријски политичар. (рођ. 1871)
- 1970 — Ерих Марија Ремарк, немачки писац.
- 1980 — Џон Бонам, британски бубњар. (рођ. 1948).
- 1986 — Николај Сејмонов, руски физичар и хемичар. (рођ. 1896).
- 1986 — Марија Чудина, југословенска песникиња. (рођ. 1937)[2]
- 1992 — Ивица Вдовић, југословенски и српски музичар и бубњар. (рођ. 1961).
- 2014 — Сулејман Тихић босанскохерцеговачки политичар.

## Празници и дани сећања
- 1513 — Шпански истраживач Васко Нуњес де Балбоа прешао Панамски земљоуз и постао први Европљанин који је видео Тихи океан.
- 1823 — Српском писцу и језичком реформатору Вуку Стефановићу Караџићу додељен почасни докторат Универзитета у Јени.
- 1956 — У употребу пуштен први трансатлантски телефонски кабл, постављен између Обена у Шкотској и Њуфаундленда у Канади.
- Српска православна црква данас прославља
  - Свештеномученик Автомон (Оданије Рождества Пресвете Богородице)